# Junior férfi kézilabda-világbajnokság
A junior férfi kézilabda-világbajnokság a Nemzetközi Kézilabda-szövetség által szervezett, kétévente, minden páratlan évben megrendezett kézilabdatorna 21 éven aluli játékosok számára.

## Tornák
| Év             | Rendező                 | Döntő                                 | Döntő                                 | Döntő                                 | Bronzmérkőzés                         | Bronzmérkőzés                         | Bronzmérkőzés                         |
| Év             | Rendező                 | Aranyérmes                            | Eredmény                              | Ezüstérmes                            | Bronzérmes                            | Eredmény                              | Negyedik helyezett                    |
| -------------- | ----------------------- | ------------------------------------- | ------------------------------------- | ------------------------------------- | ------------------------------------- | ------------------------------------- | ------------------------------------- |
| 1977 Részletek | Svédország              | · Szovjetunió                         | 24–10                                 | · Magyarország                        | · Jugoszlávia                         | 24–21                                 | · Spanyolország                       |
| 1979 Részletek | Dánia/Svédország        | · Szovjetunió                         | 30–25                                 | · Jugoszlávia                         | · Svédország                          | 25–20                                 | · Dánia                               |
| 1981 Részletek | Portugália              | · Jugoszlávia                         | 28–21                                 | · Szovjetunió                         | · Csehszlovákia                       | 32–26                                 | · Svédország                          |
| 1983 Részletek | Finnország              | · Szovjetunió                         | 32–17                                 | · Nyugat-Németország                  | · Dánia                               | 31–28                                 | · Svédország                          |
| 1985 Részletek | Olaszország             | · Szovjetunió                         | 32–27                                 | · Svédország                          | · Jugoszlávia                         | 23–22                                 | · Nyugat-Németország                  |
| 1987 Részletek | Jugoszlávia             | · Jugoszlávia                         | 28–26                                 | · Spanyolország                       | · Szovjetunió                         | 34–18                                 | · Svédország                          |
| 1989 Részletek | Spanyolország           | · Szovjetunió                         | 23–17                                 | · Spanyolország                       | · Jugoszlávia                         | 23–22                                 | · Nyugat-Németország                  |
| 1991 Részletek | Görögország             | · Jugoszlávia                         | 27–16                                 | · Svédország                          | · Szovjetunió                         | 27–25                                 | · Spanyolország                       |
| 1993 Részletek | Egyiptom                | · Egyiptom                            | 22–19                                 | · Dánia                               | · Izland                              | 21–20                                 | · Oroszország                         |
| 1995 Részletek | Argentína               | · Oroszország                         | 29–28 (h. u.)                         | · Spanyolország                       | · Portugália                          | 24–23                                 | · Norvégia                            |
| 1997 Részletek | Törökország             | · Dánia                               | 29–23                                 | · Ukrajna                             | · Franciaország                       | 28–24                                 | · Lengyelország                       |
| 1999 Részletek | Katar                   | · Dánia                               | 26–22 (h. u.)                         | · Svédország                          | · Egyiptom                            | 32–31 (h. u.)                         | · Franciaország                       |
| 2001 Részletek | Svájc                   | · Oroszország                         | 31–27                                 | · Spanyolország                       | · Svédország                          | 37–26                                 | · Magyarország                        |
| 2003 Részletek | Brazília                | · Svédország                          | 36–34 (h. u.)                         | · Dánia                               | · Szlovénia                           | 35–33                                 | · Spanyolország                       |
| 2005 Részletek | Magyarország            | · Dánia                               | 40–35                                 | · Szerbia és Montenegró               | · Magyarország                        | 28–27                                 | · Németország                         |
| 2007 Részletek | Macedónia               | · Svédország                          | 31–29                                 | · Németország                         | · Dánia                               | 27–26                                 | · Horvátország                        |
| 2009 Részletek | Egyiptom                | · Németország                         | 32–24                                 | · Dánia                               | · Szlovénia                           | 35–24                                 | · Egyiptom                            |
| 2011 Részletek | Görögország             | · Németország                         | 27–18                                 | · Dánia                               | · Tunézia                             | 24–18                                 | · Egyiptom                            |
| 2013 Részletek | Bosznia-Hercegovina     | · Svédország                          | 28–23                                 | · Spanyolország                       | · Franciaország                       | 32–27                                 | · Horvátország                        |
| 2015 Részletek | Brazília                | · Franciaország                       | 26–24                                 | · Dánia                               | · Németország                         | 35–34 (h. u.)                         | · Egyiptom                            |
| 2017 Részletek | Algéria                 | · Spanyolország                       | 39–38 (h. u.)                         | · Dánia                               | · Franciaország                       | 23–22                                 | · Németország                         |
| 2019 Részletek | Spanyolország           | · Franciaország                       | 28–23                                 | · Horvátország                        | · Egyiptom                            | 37–27                                 | · Portugália                          |
| 2021 Részletek | Magyarország            | A koronavírus-járvány miatt törölték. | A koronavírus-járvány miatt törölték. | A koronavírus-járvány miatt törölték. | A koronavírus-járvány miatt törölték. | A koronavírus-járvány miatt törölték. | A koronavírus-járvány miatt törölték. |
| 2023 Részletek | Németország/Görögország | · Németország                         | 30–23                                 | · Magyarország                        | · Izland                              | 27–23                                 | · Szerbia                             |
| 2025 Részletek | Lengyelország           | · Dánia                               | 29–26                                 | · Portugália                          | · Feröer                              | 27–26                                 | · Svédország                          |

## Éremtáblázat
Az alábbi táblázat az 1977–2025-ig megrendezett junior férfi kézilabda-világbajnokságokon érmet nyert csapatokat tartalmazza.
Magyarország csapata eltérő háttérszínnel kiemelve.
| Helyezés | Nemzet                | Arany | Ezüst | Bronz | Összesen |
| 1.       | Szovjetunió           | 5     | 1     | 2     | 8        |
| 2.       | Dánia                 | 4     | 6     | 2     | 12       |
| 3.       | Svédország            | 3     | 3     | 2     | 8        |
| 4.       | Jugoszlávia           | 3     | 1     | 3     | 7        |
| 5.       | Németország           | 3     | 1     | 1     | 5        |
| 6.       | Franciaország         | 2     | 0     | 3     | 5        |
| 7.       | Oroszország           | 2     | 0     | 0     | 2        |
| 8.       | Spanyolország         | 1     | 5     | 0     | 6        |
| 9.       | Egyiptom              | 1     | 0     | 2     | 3        |
| 10.      | Magyarország          | 0     | 2     | 1     | 3        |
| 11.      | Portugália            | 0     | 1     | 1     | 2        |
| 12.      | Horvátország          | 0     | 1     | 0     | 1        |
| 12.      | Szerbia és Montenegró | 0     | 1     | 0     | 1        |
| 12.      | Ukrajna               | 0     | 1     | 0     | 1        |
| 12.      | NSZK                  | 0     | 1     | 0     | 1        |
| 16.      | Szlovénia             | 0     | 0     | 2     | 2        |
| 16.      | Izland                | 0     | 0     | 2     | 2        |
| 18.      | Csehszlovákia         | 0     | 0     | 1     | 1        |
| 18.      | Feröer                | 0     | 0     | 1     | 1        |
| 18.      | Tunézia               | 0     | 0     | 1     | 1        |
|          |                       |       |       |       |          |
| Összesen | Összesen              | 24    | 24    | 24    | 72       |